# Giambattista Boetti
Giambattista Boetti (Camino, 2 giugno 1743 – Monastero di Soloveckij, 1798) è stato un condottiero italiano.

## Biografia
Nato in una famiglia dell'alta borghesia monferrina, orfano di madre e inviso al padre, fu giovanissimo mandato a Torino per studiare medicina. Nel 1760, fugge a Milano dove si impiega come scrivano nel reggimento Clerici dell'esercito asburgico comprando però il congedo dopo pochi mesi. Nei due anni successivi viaggia tra Praga, Ratisbona e Strasburgo, facendosi fama di libertino e accumulando una discreta fortuna frutto di relazioni e avventure amorose. Dopo un rapido ritorno in Piemonte e vari pellegrinaggi per l'Italia, si fa strada in lui il desiderio di entrare nell'Ordine domenicano. Per cinque anni si dedica agli studi di teologia presso Ferrara.
Nel 1769 è inviato in missione apostolica a Mosul nell'attuale Iraq. Qui si insedia a capo dell'Ordine domenicano, esercitando intanto la professione medica che gli garantisce la protezione del Pascià. Questa protezione non lo salva però dalla responsabilità per la morte di un turco affidato alle sue cure: viene condannato a cinquanta colpi di bastone sulla pianta dei piedi ed esiliato. Trova rifugio poco distante a Amadiya, presso un nobile nestoriano. Da qui sollecita a lungo un intervento del governo centrale turco, che infine lo riammette a Mosul. Il nuovo soggiorno nella città è turbato dai continui contrasti con i confratelli, che lo accusano di condotta immorale e di irregolarità nella gestione della missione. Costretto a rientrare in Italia dove si ritira a Ferrara.
Nel 1772 Boetti decide di riprendere, senza alcuna autorizzazione dei superiori, la via dell'Oriente. Ad Urfa sul confine sud-orientale della Turchia, entra al servizio del Pascià locale, ancora in qualità di medico. Sa assicurarsi la fiducia del potente personaggio, diventandone anche segretario e tesoriere. E ottiene dal pascià l'autorità amministrativa sulle chiese cristiane, viene anche eletto vescovo dalla comunità di cristiani giacobiti della città.
Nel 1775 il Pascià di Urfa viene deposto e Boetti torna a Istanbul dove ottiene la protezione del console francese, del vescovo latino e degli stessi domenicani. Rimane a Istanbul due anni, in questo periodo impara finalmente il turco ma anche il persiano e riesce a mettere insieme una piccola fortuna con i suoi guadagni di medico. Visita la Georgia, la Persia e la Siria. Nel 1778 viene sorpreso, travestito da armeno, mentre copia su un taccuino il piano delle fortificazioni di Damasco. Accusato di spionaggio per conto dei Russi (un episodio mai del tutto chiarito della sua biografia), viene arrestato e ricondotto a Istanbul. Ritorna libero in seguito anche a un intervento diretto di Vittorio Amedeo III di Savoia, pagando una sostanziosa cauzione.
Tornato in Italia soggiorna a Napoli e poi a Vienna dove riceve il perdono dal Superiore generale del suo Ordine. Nel 1781 viene accolto sempre sotto la protezione di Vittorio Amedeo III nel convento di Trino Vercellese, dove resta per più di un anno, comportandosi da frate esemplare. Poi improvvisamente riparte. Alla fine del 1782 è a Berlino, poi in Polonia e a Mosca. Dopo un fallito tentativo di entrare al servizio del principe Potëmkin, riprende i suoi viaggi. Apparentemente senza uno scopo torna in Persia, in Georgia e in Crimea. Al principio del 1784, alla vigilia ormai della sua più clamorosa avventura è nuovamente a Istanbul, da qui invia grandi quantità di armi verso il Kurdistan iracheno. Le sue manovre catalizzavano la curiosità della comunità diplomatica occidentale residente nel Levante. Gli ambasciatori europei nei loro rapporti segnalano le attività del Boetti, senza però scoprire per conto di chi agisca. Su finire dell'anno parte da Istanbul con la carovana del mercante persiano, ed arrivato nel Kurdistan iracheno, si stabilisce in un piccolo villaggio sempre nei pressi di Amadiya.
Qui dopo essersi chiuso in casa per novantasei giorni, assorto - secondo la leggenda - in profonde meditazioni e preghiere, inizia la predicazione di una nuova religione sincretica tra Cristianesimo e Islam. Proclama di voler ripristinare il culto di un Dio unico, da adorare "nei cuori e con i cuori". Cristo è un profeta, il Paradiso è assenza eterna del male, l'Inferno una ”dannazione temporanea”. A questo aggiunge alcune norme morali precise e originali: "non costituiscono peccato la fornicazione e l'incesto, purché la donna sia consenziente, e il suicidio in certe occasioni". Completa questa personale teologia un programma sociale semplice: "i codardi, i poltroni, gli avari devono essere privati delle ricchezze e mandati a lavorare nei campi". I primi seguaci sono reclutati ad Amadiya tra i cristiani giacobiti e lo stesso Khan della città si fa propagatore del messaggio di Boetti che incomincia a farsi chiamare "profeta Manṣūr" (Il Vittorioso [per opera di Dio]) e a raccogliere attorno a sé un piccolo esercito. La sua predicazione e le leggende fiorite riguardo alle sue presunte capacità soprannaturali, esaltano il mito della sua invincibilità.
Gli iniziali scontri vittoriosi con nuclei dell'esercito turco e l'insofferenza delle popolazioni verso il dominio ottomano alimentano i ranghi del suo esercito di adepti entusiasti. Tatari, Circassi, disertori russi ingrossano i suoi contingenti. Boetti/al-Manṣūr dà fuoco alle polveri in tutto il Caucaso, risveglia aneliti di libertà ed entusiasmi, predica le gazavat, nell'accezione turca di jihād bellico. Dopo aver assoggettato a tributo la città di Erzurum a ridosso del confine armeno, Boetti marcia contro la Georgia, territorio posto sotto la protezione dell'Impero russo. Dispone di un contingente di soli 8000 uomini esaltati dal nuovo credo e inquadrati con feroce disciplina.
Il re di Georgia Eraclio II, è costretto a capitolare, perde fra caduti e prigionieri, più di trentamila uomini. In questo periodo Boetti assume anche il nome di sceicco Oghan Oolò. La Georgia è conquistata. Forte di 30.000 uomini, il condottiero piemontese minaccia di marciare su Istanbul contro il sultano ottomano Selim III “inadatto per i tempi”. Ricevute circa 500.000 piastre d'oro in dono dal sultano, una cifra enorme, accetta di rinviare la conquista della capitale ottomana. Anzi, rivolge il suo esercito contro i Russi, giunti in soccorso dell'alleato georgiano: conquista Bitlis in Turchia, poi Gori in Georgia, dove sconfigge l'esercito russo al comando del generale Apraksin. Nelle corti europee cresce intanto la fama delle imprese dello sceicco Oghan, alias Mansur, alias Boetti da Piazzano. Le notizie più fantasiose riguardano la sua biografia: alcune riferiscono sia un inviato del "Gran Lama" tibetano, altri un bramino apostata, un granatiere piemontese rinnegato proveniente da Algeri. Corre anche voce che sia un domenicano inviato in missione in Persia. Intanto nella zona caucasica si moltiplicano i capi clan alla guida di piccoli gruppi armati che si danno l'appellativo di Mansur il che confonde gli osservatori russi e perpetra però il mito di un capo onnipresente e imprendibile.
Sul finire del 1786 con lo scoppio della guerra russo-turca, le fortune dello sceicco Mansur iniziano però ad esaurirsi. Lo sceicco Mansur supporta le operazioni dei turchi ma le sconfitte inflittegli dall'esercito russo lo costringono a rifugiarsi tra i monti del Caucaso con i sopravvissuti dell'esercito a lui ancora fedeli e a iniziare un'incessante guerriglia nel territorio della odierna Cecenia, dando modo a qualcuno d'identificarlo con lo sceicco Mansur Ushurma. Dopo il trattato di Iassy del 1792, tra Russi e Turchi, Boetti occupa ancora Anapa sulle coste del Mar Nero, nella speranza di poter fondare un proprio regno, qui viene però definitivamente sconfitto e catturato dalle truppe del generale russo Gudowitz. Condotto a Pietroburgo al cospetto dell'imperatrice, forse in ricordo degli antichi servigi, gli viene risparmiata la vita e viene imprigionato nel monastero–fortezza di Soloveck sul Mar Bianco, poco distante dal circolo polare artico. Da qui scrive un'ultima lettera alla famiglia, poco prima della morte, nel settembre del 1798 dove chiedeva “perdono ai genitori, ai fratelli, alle sorelle dei dispiaceri che loro aveva procurato e si raccomandava caldamente alle loro preghiere, in quanto prossimo alla morte”.

## Ipotesi sulla sua identità
Ci s'interroga su chi sia stato davvero Giambattista Boetti. Secondo gli storici Alexandre Bennigsen, T. Kutlu e Alberto Zuliani, fu una sorta di agente segreto, avventuriero prima al soldo dei Russi e poi passato a quello dei Turchi. La storica italiana Serena Vitale sostiene invece che agirono in quegli anni, ben tre sceicchi Mansur e che Boetti sia stato uno dei tre, una sorta di consigliere militare che probabilmente teneva i rapporti con Istanbul.
Nel 1991, quando la Cecenia proclamò la sua indipendenza, piazza Lenin, nel centro della capitale Groznyj, divenne «piazza Al Mansur» perché l'eroe nazionale era lo sceicco Mansur Ushurma (personaggio che molti ritengono coincidere con lo stesso Boetti). Tuttavia, il nazionalismo ceceno e la sua storiografia negano l'esistenza stessa di Giambattista Boetti, figura troppo ingombrante e poco esaltante di spia, agente segreto e avventuriero su cui fondare la propria identità nazionale.

## Fonti
- Robert C. Melzi; with the translation of Boetti's "Relazione" (Torino, archivio di stato) and the "Biografia manoscritta" (Turin, Biblioteca Reale)
- E. Ottino, Oghan-Oolò, Sceik Mansour, ossia Padre G. Battista Boetti, in Curiosità e ricerche di storia subalpina pubblicate da una società di studiosi di patrie memorie, Volume II, Roma Torino Firenze, Fratelli Bocca, Pagg 329-350, 1876 (Leggi su Internet Archive)
- Francesco Picco, Il profeta Mansùr (G. B. Boetti) 1743-1798, Genova, A. F. Formiggini, 1915 (Leggi su Internet Archive)
- Serena Vitale, L'imbroglio del turbante, Milano, 2007 ISBN 88-04-51219-9